# Ларкан
Ларка́н (фр. и окс. Larcan) — коммуна во Франции, находится в регионе Юг — Пиренеи. Департамент — Верхняя Гаронна. Входит в состав кантона Сен-Годенс. Округ коммуны — Сен-Годенс.
Код INSEE коммуны — 31274.

## География

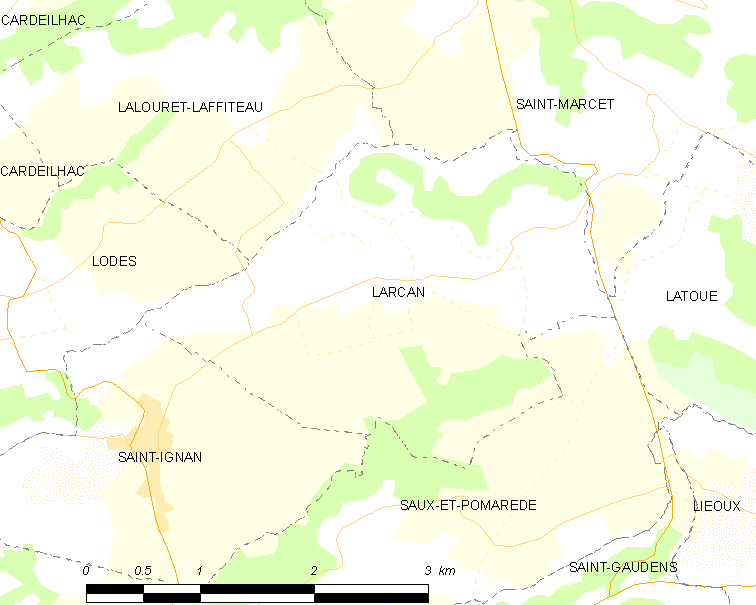
Карта коммуны

Коммуна расположена приблизительно в 650 км к югу от Парижа, в 80 км к юго-западу от Тулузы.

## Климат
Климат умеренно-океанический. Зима мягкая и снежная, весна характеризуется сильными дождями и грозами, лето сухое и жаркое, осень солнечная. Преобладают сильные юго-восточные и северо-западные ветры.

## Население
Население коммуны на 2010 год составляло 181 человек.
| 1962 | 1968 | 1975 | 1982 | 1990 | 1999 | 2010 |
| ---- | ---- | ---- | ---- | ---- | ---- | ---- |
| 179  | 164  | 169  | 168  | 147  | 156  | 181  |

## Экономика
В 2010 году среди 121 человека трудоспособного возраста (15—64 лет) 90 были экономически активными, 31 — неактивными (показатель активности — 74,4 %, в 1999 году было 71,7 %). Из 90 активных жителей работали 82 человека (42 мужчины и 40 женщин), безработных было 8 (3 мужчин и 5 женщин). Среди 31 неактивных 9 человек были учениками или студентами, 15 — пенсионерами, 7 были неактивными по другим причинам.

## Достопримечательности
- Церковь Св. Роха